# Albert Alexandrovitch Benois
Albert Alexandrovitch Benois, né le 11 juin 1888 à Saint-Pétersbourg et mort le 13 août 1960 à Paris, est un artiste, architecte, artiste-peintre et graphiste russe.

## Biographie
Albert Alexandrovitch Benois est le fils de l'aquarelliste Alexandre Alexandrovitch Benois qui a été son premier professeur de dessin.
Parmi ses œuvres célèbres on peut citer l'église de l'Assomption de la Bienheureuse Vierge Marie au cimetière russe de Sainte-Geneviève-des-Bois, ainsi que les fresques de la crypte de la cathédrale orthodoxe Saint-Alexandre-Nevski à Paris VIII°, réalisées en 1955 avec son épouse Marguerite.